# Dysdera afghana
Dysdera afghana este o specie de păianjeni din genul Dysdera, familia Dysderidae, descrisă de Denis, 1958.
Este endemică în Afghanistan. Conform Catalogue of Life specia Dysdera afghana nu are subspecii cunoscute.